# Municipio de Wheatfield (Míchigan)
El municipio de Wheatfield (en inglés: Wheatfield Township) es un municipio ubicado en el condado de Ingham en el estado estadounidense de Míchigan. En el año 2010 tenía una población de 1632 habitantes y una densidad poblacional de 21,58 personas por km².

## Geografía
El municipio de Wheatfield se encuentra ubicado en las coordenadas 42°38′10″N 84°19′5″O / 42.63611, -84.31806. Según la Oficina del Censo de los Estados Unidos, el municipio tiene una superficie total de 75.63 km², de la cual 75,47 km² corresponden a tierra firme y (0,22 %) 0,16 km² es agua.

## Demografía
Según el censo de 2010, había 1632 personas residiendo en el municipio de Wheatfield. La densidad de población era de 21,58 hab./km². De los 1632 habitantes, el municipio de Wheatfield estaba compuesto por el 94,36 % blancos, el 0,43 % eran afroamericanos, el 0,43 % eran amerindios, el 1,29 % eran asiáticos, el 0,74 % eran de otras razas y el 2,76 % eran de una mezcla de razas. Del total de la población el 1,9 % eran hispanos o latinos de cualquier raza.